# 12439 Okasaki
12439 Okasaki eller 1996 CA3 är en asteroid i huvudbältet som upptäcktes den 15 februari 1996 av den japanske amatörastronomen Tomimaru Okuni vid Nanyō-observatoriet. Den är uppkallad efter amatörastronomen Kiyomi Okasaki.
Den tillhör asteroidgruppen Themis.